# Pasaporte belga

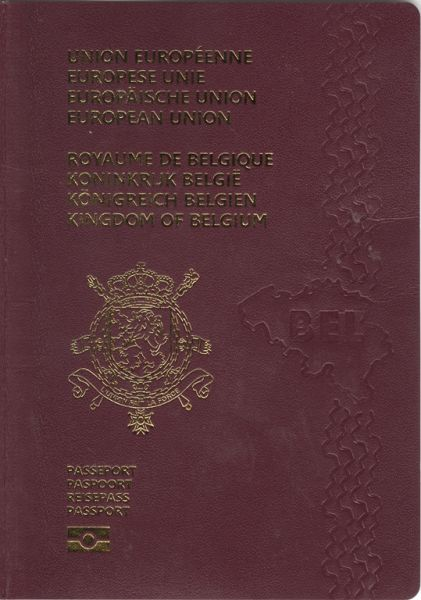
Pasaporte biométrico (desde 2008)

El pasaporte belga es expedido por el Reino de Bélgica a sus ciudadanos para facilitar los viajes internacionales. El Servicio Público Federal de Asuntos Exteriores, antes conocido como el Ministerio de Asuntos Exteriores, es responsable de la expedición y renovación de pasaportes belgas. Todo ciudadano belga es también ciudadano de la Unión Europea. La nacionalidad permite la libertad de circulación y residencia en cualquiera de los estados de la Unión Europea, así como en otros estados del Espacio Económico Europeo y Suiza, mediante la posesión de un pasaporte o de una tarjeta de identidad nacional.
De acuerdo con el Índice de Restricciones de Visa de 2014, los ciudadanos belgas pueden visitar 172 países sin visa ni con una visa concedida a su llegada. Los ciudadanos belgas pueden vivir y trabajar en cualquier país de la UE como resultado del derecho de libre circulación y residencia concedido en el artículo 21 del Tratado UE.

## Tipos de pasaportes
- Pasaporte Estándar - Emitido para viajes ordinarios, tales como vacaciones y viajes de negocios. El identificador de pasaporte es un alfanumérico de 8 caracteres con la estructura AB123456; 2 alfas seguido de 6 dígitos. Disponible en formatos de 35 y 60 páginas. Nuevo (2015) Los pasaportes biométricos tienen una validez de 7 años con un aprox. Costo de 93,50 € dependiendo de la Comuna / Consulado y huellas dactilares son escaneados.
- Pasaporte Diplomático - Expedido a miembros de la Familia Real Belga, miembros del gobierno, ministros de Estado y representantes de Bélgica o de las Comunidades o Regiones (diplomáticos, agregados económicos o comerciales, principal representante de cada Comunidad o Región)
- Pasaporte de Servicio - Expedido a los funcionarios de los servicios públicos federales, ministerios, parlamentos y servicios judiciales enviados en una misión oficial en el extranjero por las autoridades belgas.
- Pasaporte Temporal - es un pasaporte expedido en Condiciones de Emergencia por las provincias válidas por 6 meses, si hay un asunto urgente justificable que requiera un viaje inmediato. Este pasaporte es reconocible por su cubierta verde oscuro.
- Documento de viaje de emergencia - es expedido por representantes diplomáticos belgas en el extranjero cuando se ha perdido un pasaporte previamente expedido. Es de color burdeos y tiene sólo 6 páginas.

## Diseño
Los pasaportes belgas son de color burdeos, con el escudo belga más pequeño blasonado en el centro de la portada. Las palabras EUROPESE UNIE (neerlandés), UNION EUROPÉENNE (francés), EUROPÄISCHE UNION (alemán) – KONINKRIJK BELGIË (neerlandés), ROYAUME DE BELGIQUE (francés), KONINGREICH BELGIEN (alemán). Se inscriben por encima del escudo de armas y la palabra PASPOORT – PASSEPORT – REISEPASS se inscribe debajo del escudo de armas. Los pasaportes belgas tienen el símbolo biométrico estándar en la parte inferior y utilizan el diseño estándar de la UE.
La secuencia de los idiomas en la portada es neerlandés-francés-alemán, francés-neerlandés-alemán o alemán-francés-neerlandés, dependiendo de la afiliación con la comunidad lingual de su titular.

## Requisitos de visado

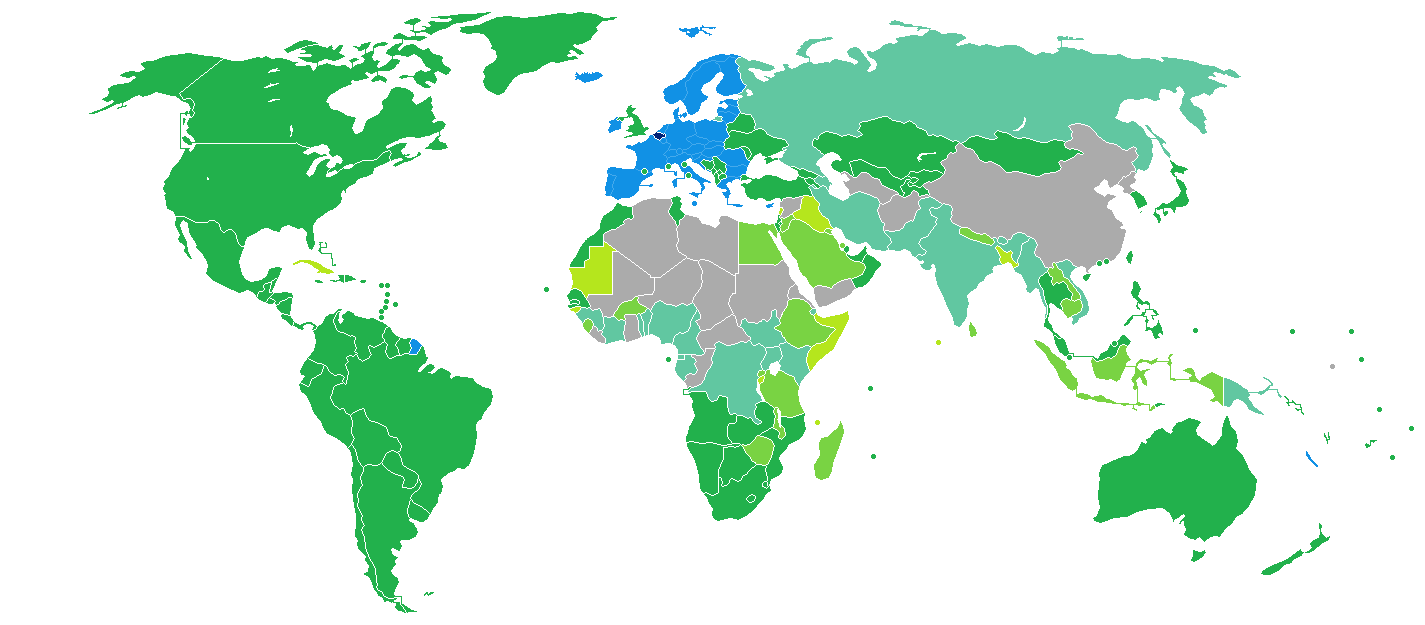
Requisitos de visado para ciudadanos belgas

En 2014, los ciudadanos belgas disponían de acceso sin visa o visa a su llegada a 172 países y territorios, por lo que la clasificación de la nacionalidad belga 3.º del mundo de acuerdo con el Índice de Restricciones de Visa.

## Falsificación de pasaportes
Según la policía belga, entre 1990 y 2002 se habían robado 19.050 pasaportes belgas en blanco y se habían utilizado para crear documentos de viaje falsos.

## Galería de imágenes históricas

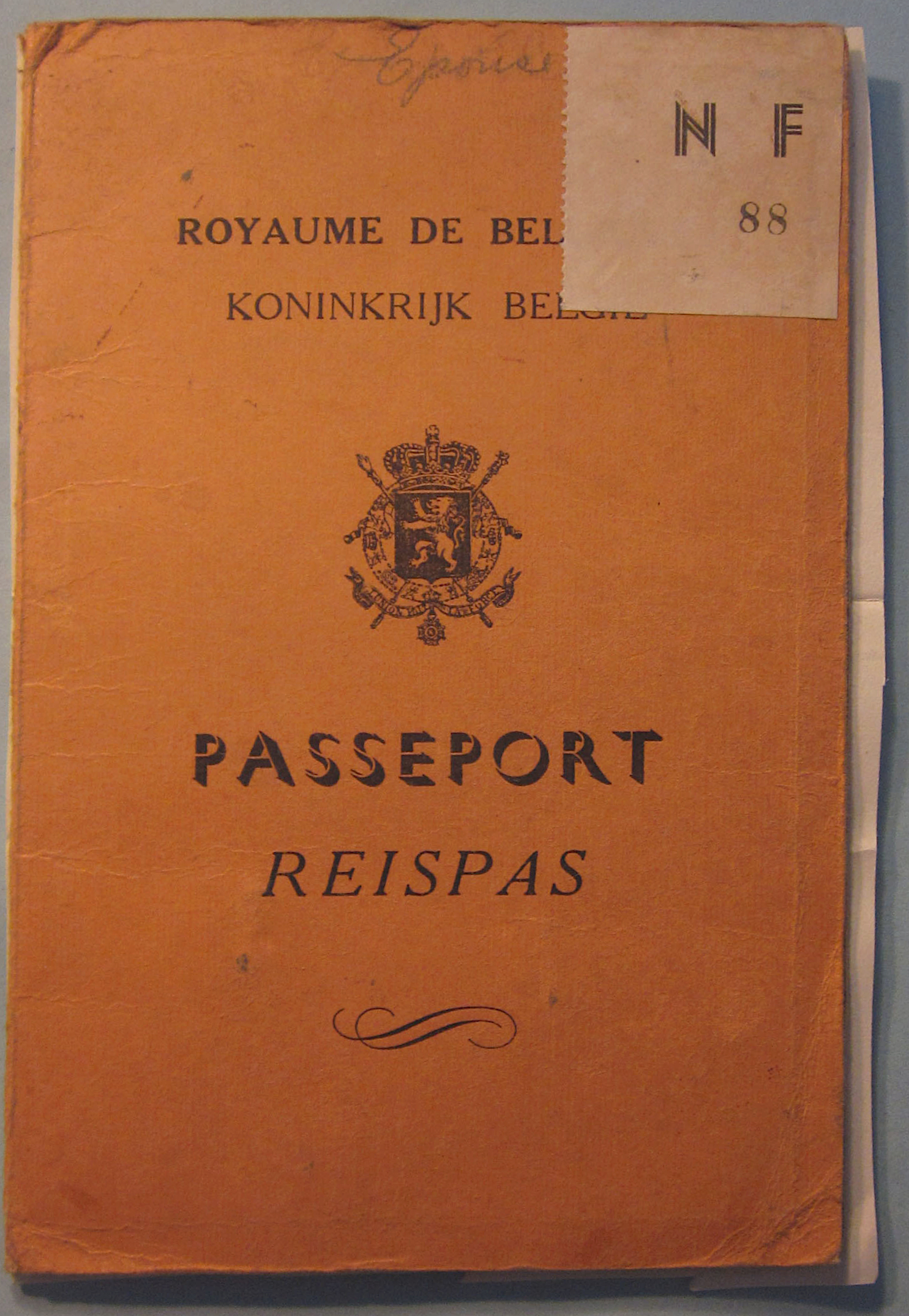
Pasaporte belga alrededor de 1940
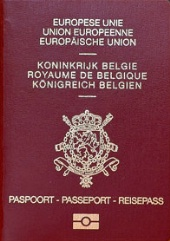
Pasaporte biométrico (versión de 2004)